# L'amante di una notte
L'amante di una notte (Le château de verre) è un film del 1950 diretto da René Clément.

## Produzione
Il film è frutto di una coproduzione italo-francese; la parte del personaggio di Laurent Bertal venne interpretata da Jean Servais per l'edizione francese, e da Fosco Giachetti per quella italiana. Elisa Cegani venne doppiata nell'edizione francese da María Casarès, mentre in quella italiana si doppiò da sé.
Jacques Rivette e Jean-Luc Godard appaiono in un cameo: sono due viaggiatori che lasciano la stazione intorno al minuto 47.